# Gran Lògia Unida d'Anglaterra
La Gran Lògia Unida d'Anglaterra (en anglès: United Grand Lodge of England) és el principal cos regulador de la Francmaçoneria a Anglaterra i en algunes jurisdiccions externes (normalment països de la Mancomunitat Britànica de Nacions o que van pertànyer a l'Imperi Britànic). Està formada, segons dades del seu web oficial, per 270.000 membres adscrits a unes 8.000 lògies. La Gran Lògia Unida d'Anglaterra sol ser considerada com el principal referent mundial del corrent maçònic que es denomina maçoneria regular, per a diferenciar-la del corrent maçònic que admet la presència de dones en la maçoneria i que no estableix pels seus membres la condició de creure en Déu o en un Ésser Suprem i el jurament sobre un llibre de la Llei Sagrada. La Gran Lògia Unida d'Anglaterra es considera una institució maçònica regular, aspecte sobre el que discrepen les altres corrents de la francmaçoneria.

## Història de la Gran Lògia Unida d'Anglaterra
La Primera Gran Lògia es va constituir el 24 de juny de 1717, quan quatre lògies de Londres es van reunir en la taverna Goose and Gridiron i van formar la que van denominar Gran Lògia de Londres i Westminster. En 1723 es van publicar les Constitucions d'Anderson contenint les seves regles d'organització i principis.
En 1751 un grup de francmaçons va formar una Gran Lògia rival, la Gran Lògia de Maçons Lliures i Acceptats d'Anglaterra, argumentant que la Gran Lògia creada a Londres havia introduït innovacions i s'havia apartat de les antigues fites de la Maçoneria, mentre que ells treballaven d'acord amb les antigues regles donades pel Príncep Eduard a York l'any 926 d. C. Per aquest motiu, acabarà sent informalment denominada com la Gran Lògia dels antics, en contraposició a la Primera Gran Lògia que, paradoxalment, serà coneguda com la dels moderns.
La Constitució de la Segona Gran Lògia, compilada pel seu Gran Secretari Laurence Dermott, s'anomena Ahiman Rezon, nom hebraic que aproximadament ve a significar Una ajuda a un Germà.
Henry Sadler, en el seu llibre Fets i ficcions maçòniques (1887), contradiu el discurs de Dermott, segons el qual els membres de la segona Gran Lògia haurien estat uns escindits per causa dels usos tradicionals. Segons Sadler, en realitat, els antics eren, sobretot, immigrants irlandesos a Londres que, en ser rebuts amb certa hostilitat per les lògies angleses, van decidir constituir la seva pròpia organització.
Les diferències rituals entre una i una altra tradició no provindrien de cap innovació de la Gran Lògia de Londres, sinó que es deurien a la diferent manera en què, tant a Irlanda com a Anglaterra, es duria a terme l'adopció i reorganització del patrimoni ritual de la vella maçoneria escocesa. Si bé una part de la historiografia ha tendit a exagerar les divergències entre "moderns" i "antics", aquestes no afecten en realitat més que a certes particularitats sobre la disposició de la lògia i del ritual. En l'essencial, els ritus i les cerimònies maçòniques són comunes en les dues tradicions. No obstant això, conèixer les diferències entre elles, per irrellevants que semblin, resulta indispensable per comprendre la gènesi dels diferents ritus maçònics, doncs tots provenen d'una d'aquestes dues famílies.
Les rivalitats entre ambdues es van mantenir durant 63 anys, constituint el primer cisma de la francmaçoneria. En 1809, les dues Grans Lògies rivals van iniciar negociacions per arribar a una unió equitativa, que es va produir el 27 de desembre de 1813 de la mà dels seus respectius Grans Mestres, els ducs de Sussex i de Kent, fills tots dos del rei Jordi III. La nova organització es va denominar Gran Lògia Unida d'Anglaterra i és la que perviu en l'actualitat. El duc de Sussex va ser el seu primer Gran Mestre.
Actualment, és el Príncep Eduard, Duc de Kent, qui exerceix com a Gran Mestre de la Gran lògia Unida d'Anglaterra.

## Regularitat d'origen
És acceptat per la generalitat de les Obediències maçòniques que l'anomenada regularitat d'origen emana de la primitiva Gran Lògia de Londres i Westminster. En aquest sentit, les Obediències que es consideren regulars haurien rebut la seva carta patent directament d'aquesta Gran Lògia o transmesa a través d'altres Obediències intermèdies, la primera baula de les quals seria la Gran Lògia de Londres i Westminster.